# Сутоки (Чаусский район)
Суто́ки (бел. Сутокі) — деревня в составе Волковичского сельсовета Чаусского района Могилёвской области Республики Беларусь.

## История
В 1865 году в составе Кутнянской волости Быховского уезда Могилевской губернии.

## Население
- 2010 год — 36 человек